# Marina medievale bulgara
Durante la maggior parte del Medioevo l'Impero bulgaro non ha disposto di forze navali. Le prime notizie di navi bulgare provengono dal regno del Khan Omurtag durante la sua guerra contro i Franchi (827 - 829).
La prima marina bulgara organizzata venne costruita sotto l'imperatore Ivan Asen II (1218 - 1241). Essa era piuttosto piccola e includeva galee a guardia della costa. L'importanza della Marina aumentò durante il regno di Dobrotitsa e di Ivanko nel Principato di Karvuna alla fine del XIV secolo. La flotta bulgara partecipò con successo ad azioni contro la Repubblica di Genova e l'Impero ottomano raggiungendo territori distanti come la Crimea e Trebisonda.
Il principale cantiere era situato nella bocca del fiume Kamchia.